# إلين آرون
الين آرون (بالإنجليزية: Elaine Aron)‏ باحثة في علم النفس السريري ومؤلفة أمريكية، ولدت في 1944.
كتبت آرون عددًا كبيرًا من الكتب والأبحاث المنشورة عن المزاج الموروث والعلاقات الشخصية، خاصة في موضوع "حساسية المعالجة الحسية"، والذي نشرت عنه كتابها الأول الشخص ذو الحساسية العالية (1996)، بيع من الكتاب أكثر من مليون نسخة.

## التعليم
تخرجت الين آرون من جمعية فاي بيتا كابا جامعة كاليفورنيا بيركلي، ولاحقًا حصلت على شهادة الماجستير في علم النفس السريري من جامعة يورك، تورنتو وشهادة الدكتوراة في علم النفس السريري المتعمق من معهد الدراسات العليا باسيفيكا (سانتا باربرا، كاليفورنيا)، وتدربت في معهد سي جي جونغ في سان فرانسيسكو.

## الحياة العملية والشخصية
تزوجت الين آرون من أستاذ علم النفس آرثر آرون، أنجبا ابنهم اليجا آرون هو كاتب تلفزيوني ولهما حفيدان هما اليوت آرون وسيمون آرون. تابعت آرون ممارسة العلاج النفسي في ميلي فالي، كاليفورنيا.
ساهمت هي وزوجها في دراسات تفاعل بيئة طفولة الأشخاص ذو الحساسية العالية في توقع أداء البالغين، وقضيا قرابة الخمسين عام في دراسة الحب، وتطوير قائمة من 36 سؤال استخدماها في المئات من الدراسات، والتي ساهمت في تحسين التجارب وتكوين التقارب وكسر الحواجز بين الغرباء، بالإضافة إلى رفع التفاهم بين أفراد الشرطة وأفراد المجتمع.

## أعمال منشورة
- الشخص ذو الحساسية العالية: كيف تنجو من ظروف العالم الصعبة صدر عام 1996، مترجم للعربية (مكتبة جرير) 
- تمارين للأشخاص ذو الحساسية العالية (1999)
- الشخص ذو الحساسية العالية في الحب: فِهم وإدارة العلاقات في ظروف العالم الصعبة (2001)
- الطفل ذو الحساسية العالية: مساعدة أطفالنا في التغلب على ظروف العالم الصعبة (2002)